# オイゲン・フォン・ヴュルテンベルク (1758-1822)
オイゲン・フォン・ヴュルテンベルク（Eugen von Württemberg, 1758年11月21日 - 1822年6月20日）は、ヴュルテンベルクの王族、ヴュルテンベルク公（Herzog von Württemberg）。

## 生涯
ヴュルテンベルク公フリードリヒ2世オイゲンと、その妃でブランデンブルク＝シュヴェート辺境伯フリードリヒ・ヴィルヘルムの娘であるフリーデリケ・ドロテア・ゾフィアの間の三男として生まれた。全名はオイゲン・フリードリヒ・ハインリヒ（Eugen Friedrich Heinrich）。兄にヴュルテンベルク王フリードリヒ1世が、すぐ下の妹にロシア皇后マリア・フョードロヴナがいる。
オイゲンはヨハン・ヴォルフガング・フォン・ゲーテの義弟にあたる法学者ヨハン・ゲオルク・シュロッサーに教育を受け、その後プロイセン軍に入隊し、所属する軽騎兵連隊とともにシュレージエンのエールス（現在のポーランド領オレシニツァ）に駐屯した。当時、オイゲンの駐屯していた地域は17世紀に枝分かれしたヴュルテンベルク家の分家が治めるエールス公爵領が存在していた。ヴュルテンベルク＝エールス公爵家の最後の当主カール・クリスティアン・エルトマンは、遺言によりオイゲンに限嗣不動産という形でカールスルーエ（現在のポクイ）の都市と城を譲った。
1795年、オイゲンはグロガウ要塞の司令官に任命された。オイゲンはイェーナ・アウエルシュテットの戦いではプロイセンの予備役兵で構成された軽騎兵連隊の司令官を務め、1806年10月18日にベルナドット将軍の軍隊に敗北している。
オイゲンはカールスルーエ（ポクイ）の城を自分の居館に定め、城に劇場と付属の礼拝堂を付け加えた。オイゲンは1806年にカールスルーエ城付属礼拝堂の音楽責任者として招聘した作曲家カール・マリア・フォン・ウェーバーの熱心な後援者になった。オイゲンの同名の長男は第六次対仏大同盟戦争で目覚ましい働きをし、この名声を盾にカールスルーエ城の劇場を閉鎖し、カール・マリア・フォン・ヴェーバーを解雇した。オイゲンは1820年、カールスルーエ城の敷地内に廷臣用の邸宅を建てさせた。
1820年から亡くなるまで、オイゲンは王族の一員としてヴュルテンベルク王国貴族院に議席を与えられていた。彼は議会に一度も出席せず、カール・フォン・ライシャッハ伯爵を代理に立てた。

## 子女
1787年1月21日、オイゲンはシュトルベルク＝ゲーデルン侯子クリスティアン・カールの娘ルイーゼ（1764年 - 1834年）と結婚した。ルイーゼはザクセン＝マイニンゲン公カールの未亡人だった。オイゲンとルイーゼの間には5人の子女があった。
- オイゲン（1788年 - 1857年）
- ルイーゼ（1789年 - 1851年）　1811年、ホーエンローエ＝エーリンゲン侯アウグストと結婚
- ゲオルク・フェルディナント（1790年 - 1795年）
- ハインリヒ（1792年 - 1795年）
- パウル・ヴィルヘルム（1797年 - 1860年）